# 阿明猪笼草
阿明猪笼草（学名：Nepenthes armin）是一种菲律宾特有的热带食虫植物。模式标本于1989年采集自辛布亚岛海拔750米处。其种加词来源于阿明·里奥斯·马林（Armin Rios Marin）。